# Hyou Vielz
Hyou Johannes Vielz (* 1959 in Köln) ist ein deutscher Konzert- und Porträtfotograf, der vor allem im Bereich des Jazz arbeitet.
Vielz lebt als freier Bildjournalist in Köln. Seit 1982 belieferte er Tageszeitungen mit Jazzfotos. 1984 erschien ein von ihm aufgenommenes Porträt von Miles Davis auf der Titelseite des Fachmagazins Down Beat. Er hat als Fotograf die Bilder zu mehreren Fotobänden beigetragen. Auch fotografierte er für die Cover von zahlreichen Alben bei ECM Records, Enja, Konnex Records oder JazzHausMusik. Am Anfang seiner Arbeit konzentrierte er sich ausschließlich auf Jazz und jazzverwandte Musik. Später fotografierte er häufiger auch im Bereich der klassischen und Neuen Musik, unter anderem in der Philharmonie Köln.

## Schriften
- Hans-Jürgen von Osterhausen (Hg.), On Stage – 10 Jahre Stadtgarten Köln. Fotografien von Hyou Vielz, mit Textbeiträgen von Ulrich Kurth, Reiner Michalke und Hans-Jürgen von Osterhausen, DuMont Buchverlag, Köln 1996, ISBN 3-7701-3958-5
- Robert von Zahn Jazz in Köln seit 1945, Konzertkultur und Kellerkunst. Fotos von Peter Fischer, Hyou Vielz, uva.;  Emons Verlag, Köln 1997
- Peter Brkusic & Friedrich-Wilhelm Meyer, Jack Bruce! mit Fotografien von Hyou Vielz, Jazzwerkstatt 2015, ISBN 978-3-9814852-7-1